# D-세그먼트
D-세그먼트(영어: D-segment)는 유럽 승용차 세그먼트의 4번째 분류이며, "대형차"로 분류된다.
이는 유로 NCAP의 "대형 패밀리 카" 크기 등급과 북미에서 현재 사용되는 중형차 범주의 정의와 일치한다. 컴팩트 이그제큐티브 카는 D-세그먼트 크기 범주의 일부이다.
D-세그먼트 판매는 2010년대 시장의 약 7%를 차지했다.

## 특징
대부분의 D-세그먼트 차량은 세단 또는 스테이션 왜건이지만, 해치백과 쿠페도 흔하다.
D-세그먼트 차량의 가격과 사양은 기본적인 저가 운송 수단부터 더 고급스럽고 비싼 모델까지 다양하다. 2021년 현재 일반적인 D-세그먼트 차량의 크기는 약 4.6 to 4.8 m (15.1 to 15.7 ft) 범위이다.

## 현재 모델

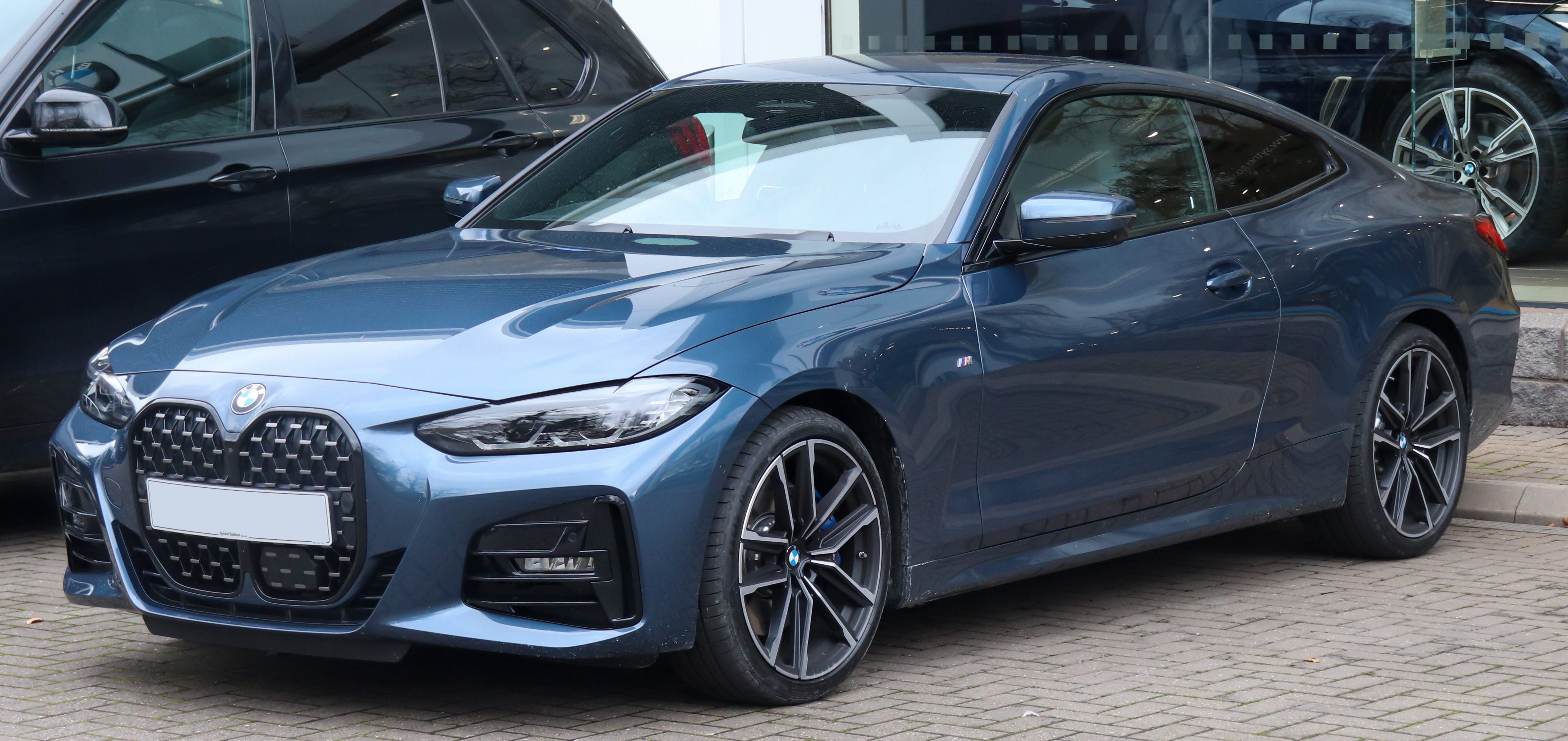
BMW 4 시리즈 2세대 (2020년~현재)
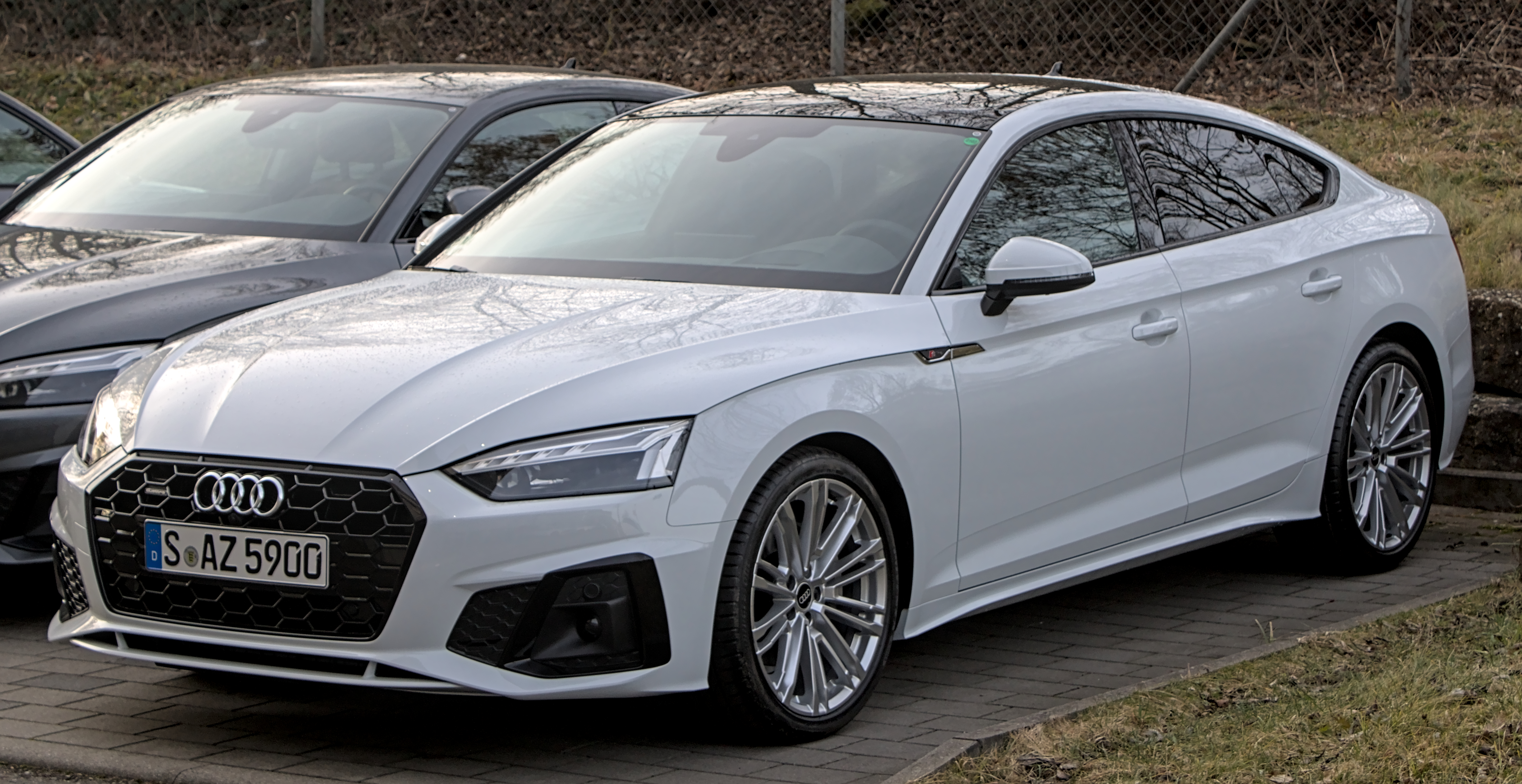
아우디 A5 2세대 (2016년~2024년)
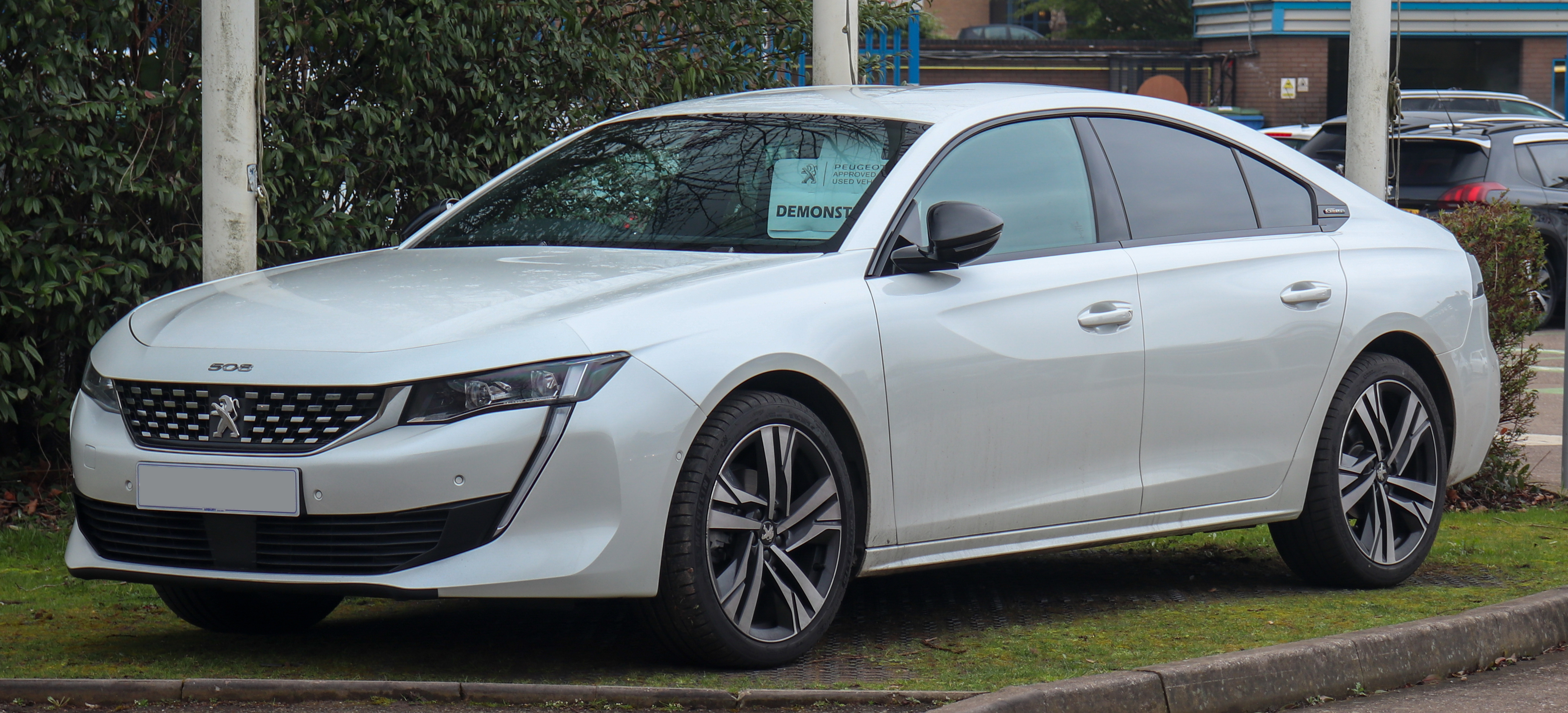
푸조 508 2세대 (2018년~현재)
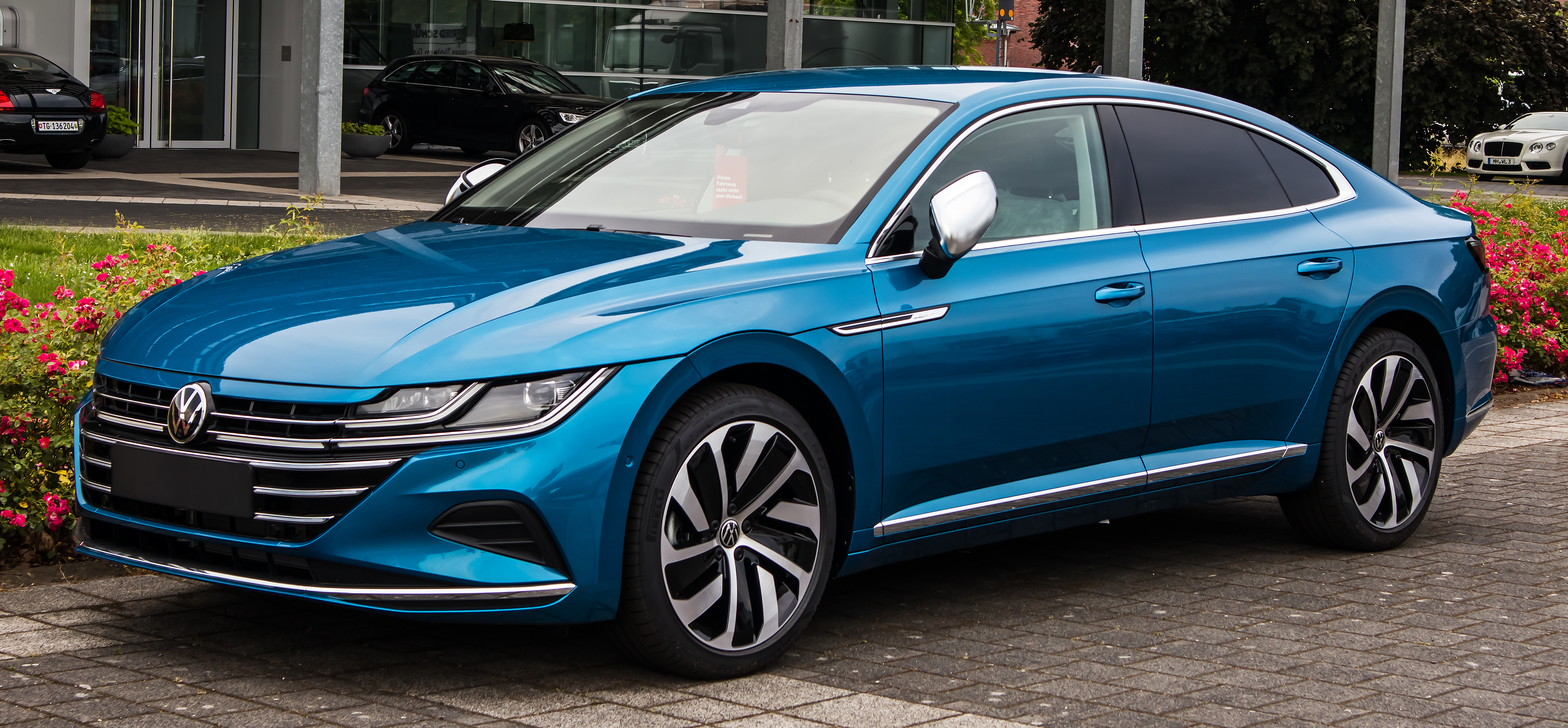
폭스바겐 아테온 1세대 (2017년~현재)
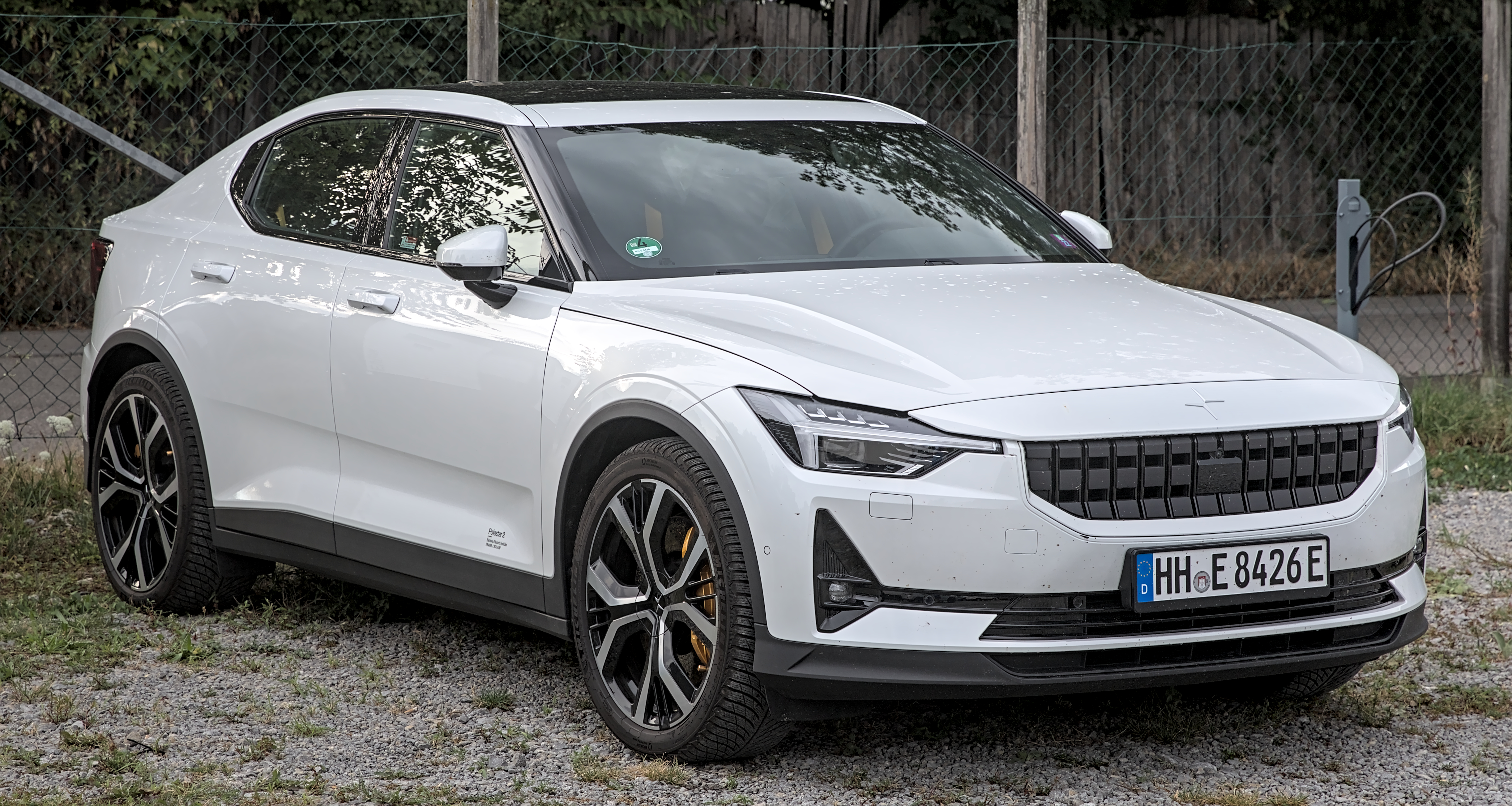
폴스타 2 1세대 (2020년~현재)

유럽의 D-세그먼트 차량으로는 BMW 3 시리즈, 메르세데스-벤츠 C 클래스, 아우디 A4/S4/RS4, 마쓰다6, 스코다 슈퍼브, 볼보 S60/V60, 재규어 XE, 시트로엥 C5, 푸조 508, 아우디 A5/S5/RS5, BMW 4 시리즈, 폭스바겐 아테온, 혼다 어코드, 토요타 캠리 및 폴스타 2가 있다.

100,000 – 200,000대 판매 (베스트셀링)

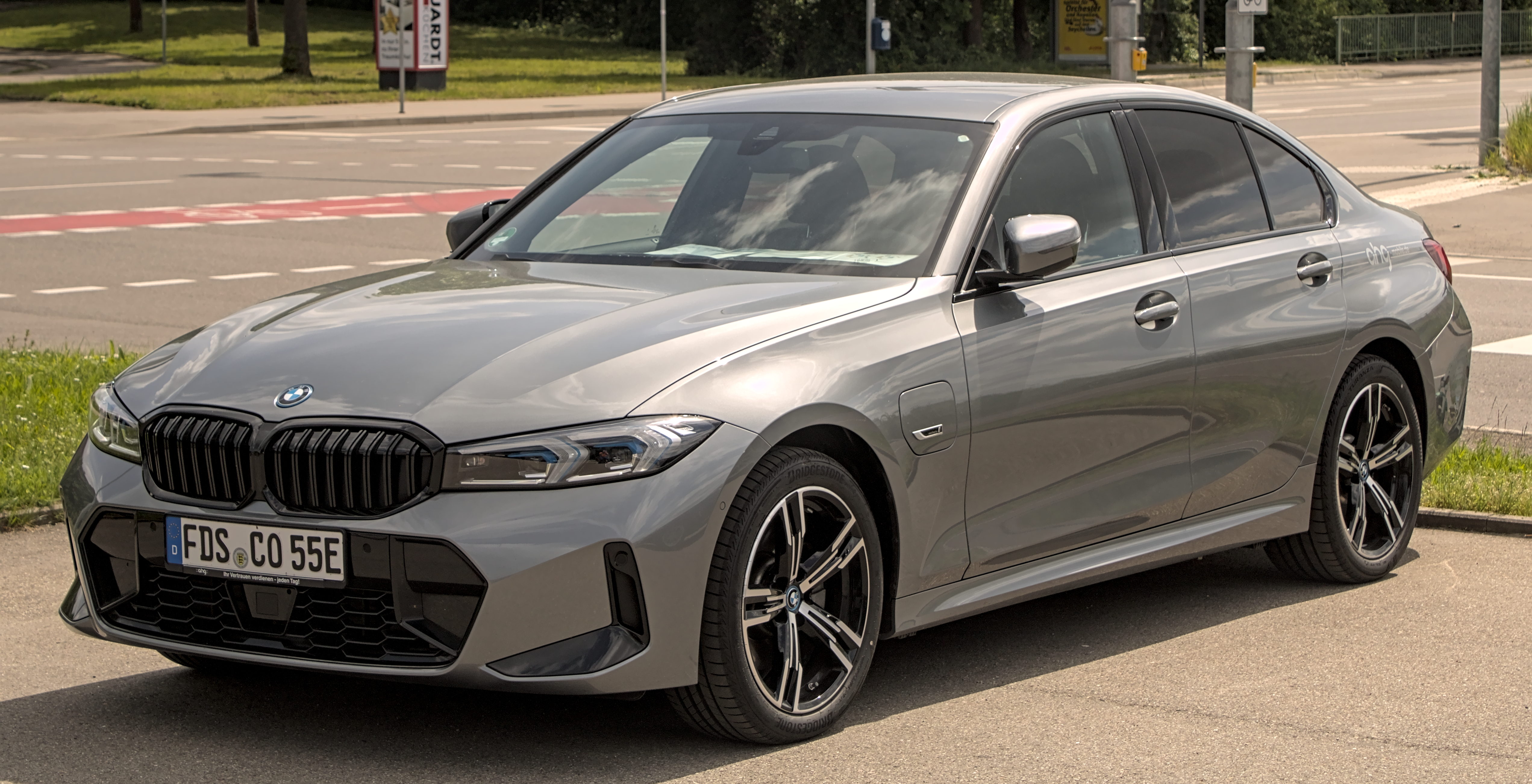
BMW 3 시리즈 7세대 (2018년~현재)

50,000~100,000대 판매

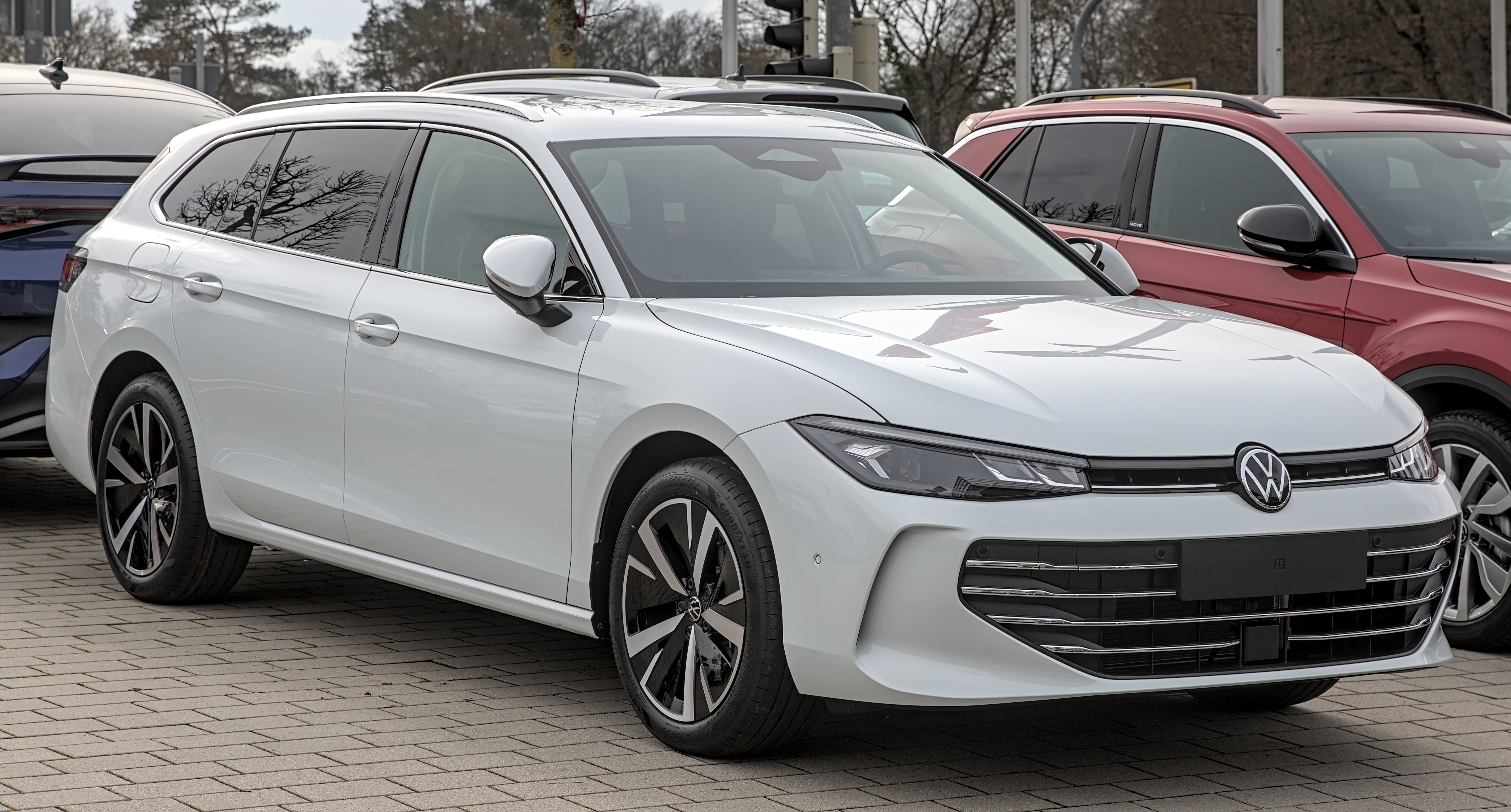
폭스바겐 파사트 9세대 (2023년~현재)
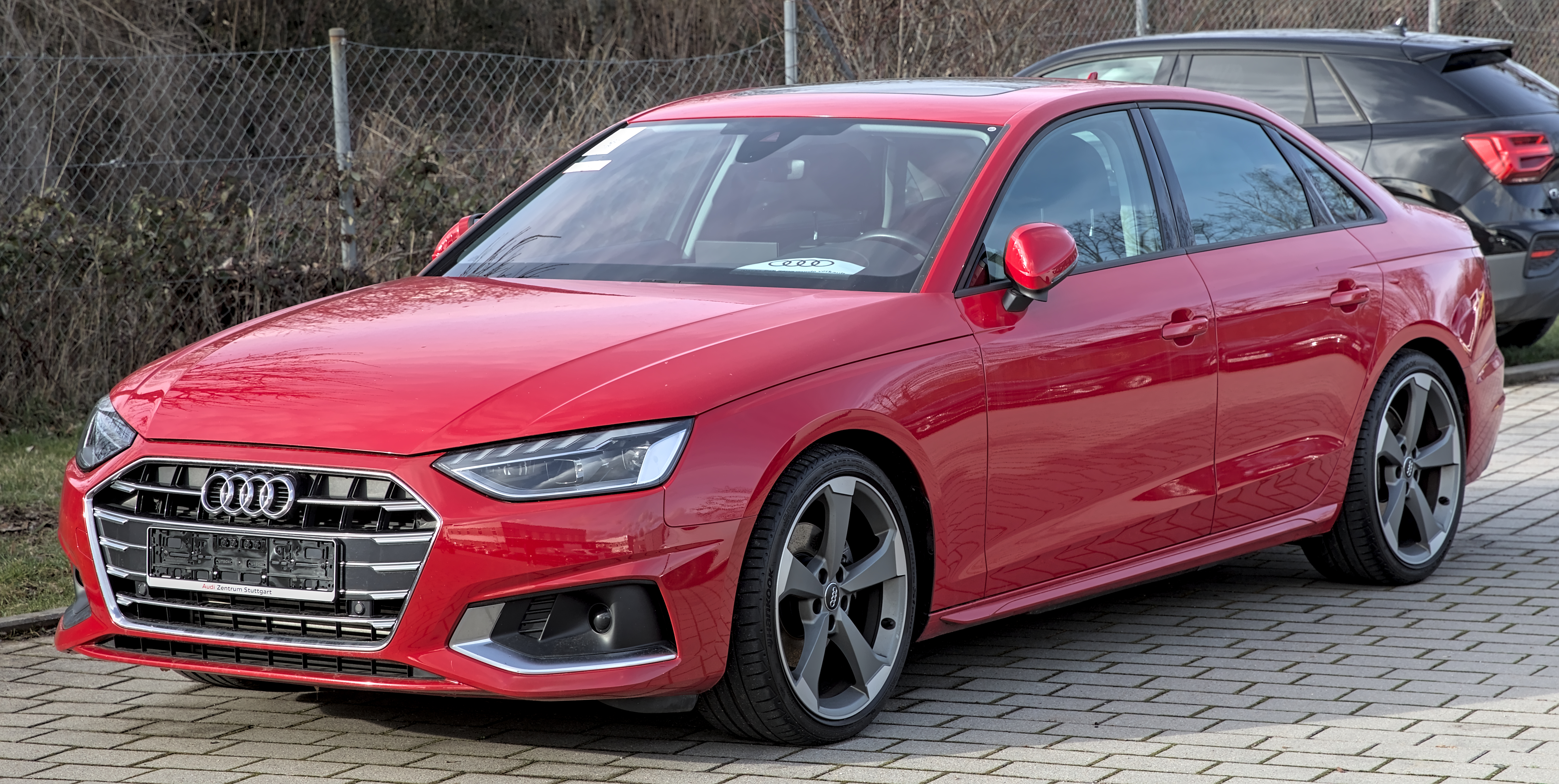
아우디 A4 5세대 (2016년~2024년)
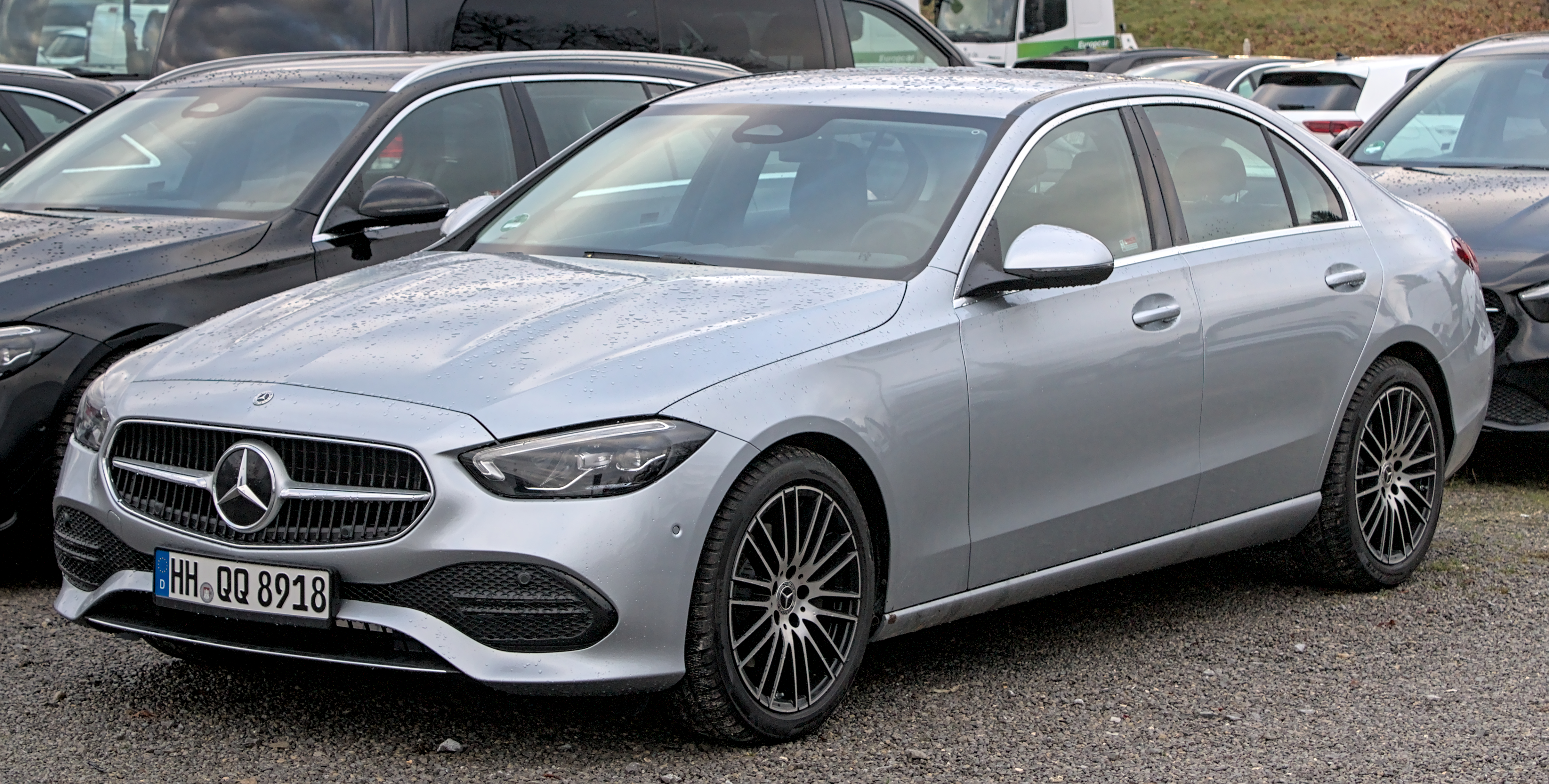
메르세데스-벤츠 C 클래스 5세대 (2021년~현재)
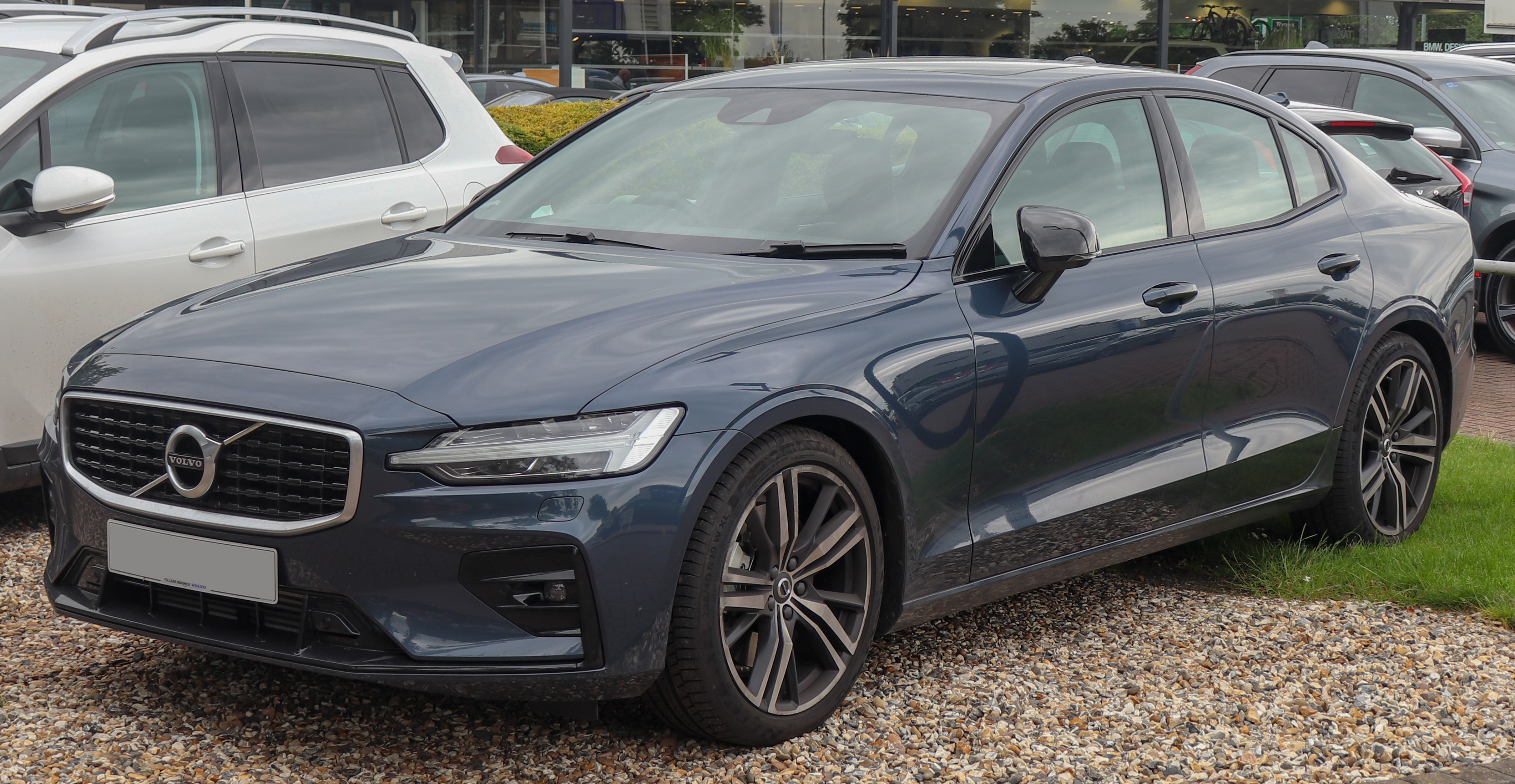
볼보 S60 3세대 (2019년~2024년)
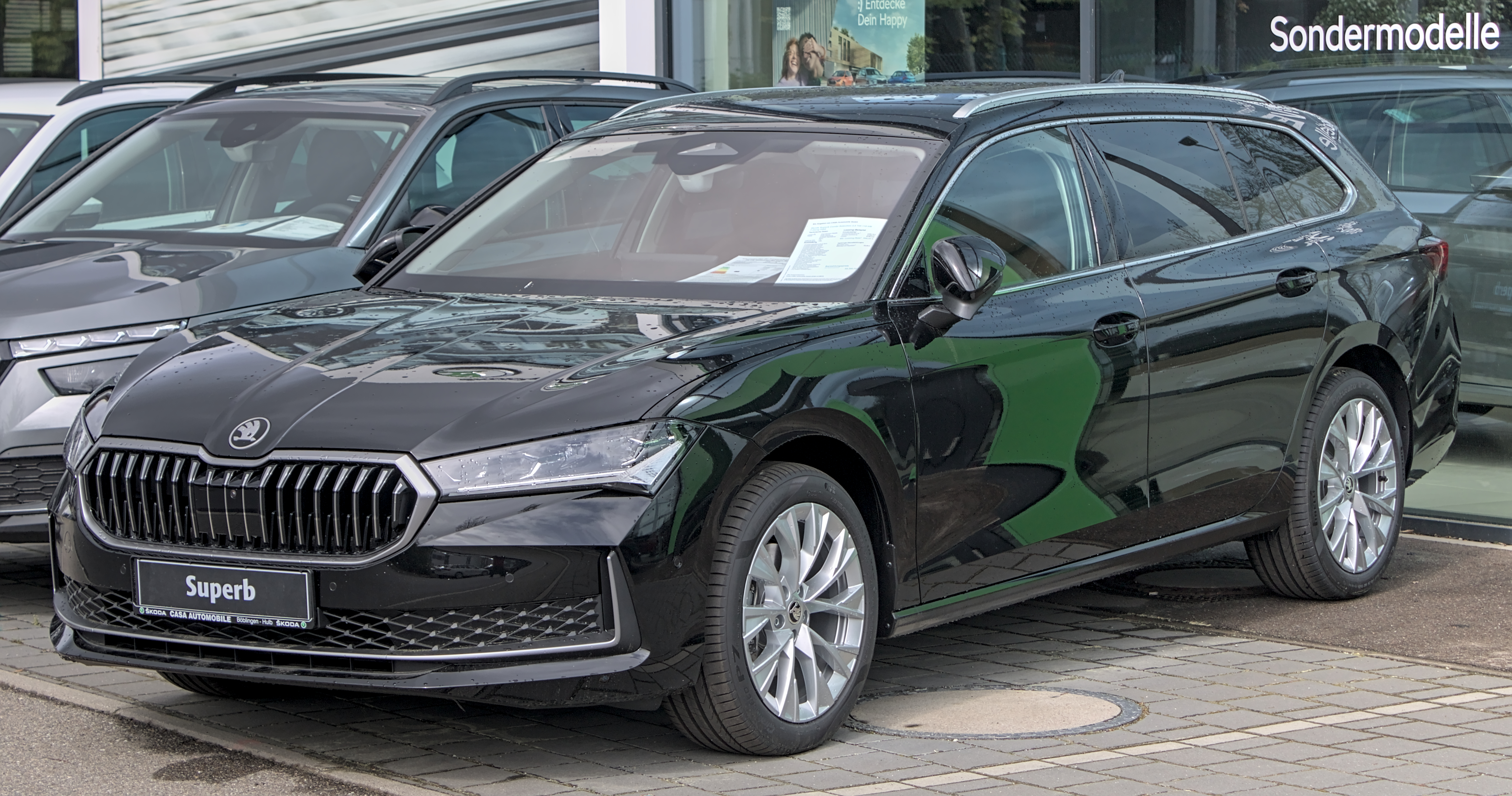
스코다 슈퍼브 4세대 (2023년~현재)

10,000 ~ 50,000대 판매
- BMW 4 시리즈 
 2세대 (2020년~현재)
- 아우디 A5 
 2세대 (2016년~2024년)
- 푸조 508 
 2세대 (2018년~현재)
- 폭스바겐 아테온 
 1세대 (2017년~현재)
- 폴스타 2 
 1세대 (2020년~현재)

### 2024년 현재 생산 중인 차량 목록
- 알파 로메오 줄리아
- 아우디 A4/S4/RS4
- 아우디 A5/S5/RS5
- BMW 3 시리즈
- BMW 4 시리즈
- BYD 씰
- 시트로엥 C5 X
- 포드 몬데오/토러스
- 혼다 어코드
- 현대 아이오닉 6
- 현대 쏘나타
- 재규어 XE
- 기아 K5
- 렉서스 IS
- 렉서스 RC
- 메르세데스-벤츠 C 클래스
- 푸조 508
- 폴스타 2
- 스코다 슈퍼브
- 스바루 레거시
- 스바루 레보그
- 테슬라 모델 3
- 토요타 캠리
- 폭스바겐 아테온
- 폭스바겐 파사트
- 볼보 S60/V60
- 샤오펑 P7

## 유럽 판매량
| 2021년 순위 | 브랜드          | 모델          | 2014년       | 2015년        | 2016년        | 2017년        | 2018년        | 2019년    | 2020년  | 2021년  | 변화율 (2020년–2021년) |
| ----------- | --------------- | ------------- | ------------ | ------------- | ------------- | ------------- | ------------- | --------- | ------- | ------- | ---------------------- |
| 1           | 테슬라          | 모델 3        | –            | –             | –             | –             | –             | 95,168    | 85,979  | 140,868 | +64%                   |
| 2           | BMW             | 3 시리즈      | 168,275      | 143,023       | 144,561       | 129,053       | 106,991       | 124,537   | 118,369 | 113,209 | -4%                    |
| 3           | 폭스바겐        | 파사트        | 153,677      | 226,127       | 206,813       | 183,288       | 154,074       | 124,650   | 115,363 | 82,488  | -28%                   |
| 4           | 아우디          | A4/S4/RS4     | 124,170      | 124,466       | 162,655       | 146,006       | 112,484       | 102,994   | 77,515  | 59,251  | -24%                   |
| 5           | 메르세데스-벤츠 | C-클래스      | 136,474      | 173,011       | 176,038       | 176,915       | 150,995       | 143,293   | 81,909  | 56,927  | -30%                   |
| 6           | 볼보            | S60/V60       | 54,663       | 54,354        | 53,268        | 45,335        | 46,945        | 65,917    | 58,003  | 47,054  | -19%                   |
| 7           | 스코다          | 슈퍼브        | 46,149       | 50,533        | 85,879        | 81,410        | 74,697        | 67,488    | 59,925  | 46,285  | -23%                   |
| 8           | BMW             | 4 시리즈      | 53,948       | 72,769        | 67,983        | 64,710        | 52,248        | 35,908    | 18,139  | 33,083  | +82%                   |
| 9           | 아우디          | A5/S5/RS5     | 47,591       | 45,202        | 43,686        | 61,619        | 49,799        | 41,812    | 28,525  | 26,100  | -9%                    |
| 10          | 푸조            | 508           | 41,797       | 43,301        | 37,104        | 22,842        | 13,378        | 41,329    | 29,011  | 25,202  | -13%                   |
| 11          | 폭스바겐        | 아테온        | –            | –             | –             | 9,798         | 21,495        | 19,048    | 13,582  | 20,994  | +55%                   |
| 12          | 폴스타          | 2             | –            | –             | –             | –             | –             | –         | 8,746   | 20,949  | +140%                  |
| 13          | 오펠/복스홀     | 인시그니아    | 92,694       | 88,544        | 73,161        | 72,347        | 67,424        | 45,925    | 21,133  | 20,384  | -4%                    |
| 14          | 포드            | 몬데오        | 45,405       | 79,673        | 70,900        | 56,173        | 49,596        | 39,555    | 21,222  | 13,481  | -36%                   |
| 15          | 토요타          | 캠리          | –            | –             | –             | –             | –             | 7,640     | 9,119   | 8,222   | -10%                   |
| 16          | 알파 로메오     | 줄리아        | –            | –             | 10,475        | 24,679        | 17,075        | 10,932    | 7,436   | 6,297   | -15%                   |
| 17          | 스바루          | 레거시/아웃백 | 6,415        | 10,806        | 8,242         | 7,016         | 7,460         | 7,504     | 3,844   | 6,045   | +57%                   |
| 18          | 르노            | 탈리스만      | –            | 1,824         | 34,344        | 32,163        | 19,784        | 16,405    | 8,025   | 5,608   | -30%                   |
| 19          | 마쓰다          | 마쓰다6       | 31,032       | 30,519        | 29,226        | 23,090        | 23,090        | 22,048    | 6,950   | 4,890   | -30%                   |
| 20          | 재규어          | XE            | –            | 16,535        | 24,461        | 18,999        | 10,877        | 7,978     | 3,780   | 2,039   | -46%                   |
| 21          | 기아            | 스팅어        | –            | –             | –             | 1,143         | 3,820         | 3,600     | 1,387   | 1,142   | -18%                   |
| 22          | BMW             | i4            | –            | –             | –             | –             | –             | –         | –       | 762     | 신규                   |
| 23          | 렉서스          | IS            | 9,610        | 7,729         | 6,234         | 5,649         | 5,413         | 3,282     | 1,855   | 551     | -70%                   |
| 24          | 기아            | 옵티마        | 3,409        | 3,263         | 9,515         | 16,152        | 14,404        | 12,202    | 6,086   | 430     | -93%                   |
| 25          | 스바루          | 레보그        | –            | 2,437         | 4,689         | 2,865         | 1,748         | 1,395     | 825     | 417     | -49%                   |
| 26          | 렉서스          | RC            | 30           | 526           | 1,815         | 1,390         | 1,334         | 1,082     | 710     | 96      | -86%                   |
| 27          | 제네시스        | G70           | –            | –             | –             | –             | –             | –         | –       | 96      | 신규                   |
| 28          | 시트로엥        | C5 X          | –            | –             | –             | –             | –             | –         | –       | 63      | 신규                   |
| 29          | 샤오펑          | P5            | –            | –             | –             | –             | –             | –         | –       | 8       | 신규                   |
|             |                 |               |              |               |               |               |               |           |         |         |                        |
| 메인스트림  |                 |               | 527,783      | 619,474       | 625,185       | 542,947       | 450,035       | –         | –       | –       |                        |
| 프리미엄    |                 |               | 613,234      | 662,738       | 709,754       | 694,030       | 584,091       | –         | –       | –       |                        |
| 총 세그먼트 |                 |               | –            | –             | –             | –             | –             | 1,046,829 | 787,815 | 742,941 | -6%                    |
| 출처        |                 |               | [ 9 ] [ 10 ] | [ 11 ] [ 12 ] | [ 13 ] [ 14 ] | [ 15 ] [ 16 ] | [ 17 ] [ 18 ] | [ 6 ]     | [ 7 ]   | [ 19 ]  |                        |

참고:
2019년 이후 총 세그먼트 판매량 증가는 프리미엄 차량이 포함되었기 때문이다.
2014년부터 2018년까지는 프리미엄 차량이 총 세그먼트 판매량에 포함되지 않았다.
프리미엄 브랜드 및 모델은 기울임꼴로 표시된다.
전기차는 2019년부터 D-세그먼트에 포함된다.

## 유럽 시장 점유율
2019년 - 수년간의 감소 이후, 중형차 부문은 2019년에 실제로 1% 증가하여 105만 대를 판매했으며, 전체 자동차 시장 점유율 6.7%를 유지했다.

2020년 - 중형차 부문은 2020년에 25% 감소하여 79만 대 미만으로 판매되었으며, 유럽 자동차 시장 점유율은 작년 6.7%에서 6.6%로 약간 떨어졌다. 그리고 럭셔리 브랜드는 이제 공식적으로 이 등급의 지배권을 장악했으며, 점유율을 작년 60.5%에서 62.3%로 개선하고 상위 5개 중 4개 위치를 차지했다. 상위 3개 업체는 모두 점유율을 높여 해당 등급뿐만 아니라 전체 시장보다 우수한 실적을 보였다.

## 역사적 모델
참고: 이 목록에는 현대와 다른 이름 또는 숫자 지정이 있었던 차량, 그리고 일부 경우에는 현대에 직접적인 동등한 차량이 없는 수십 년 전의 차량이 포함된다.

### 1960년대
- (1960) 푸조 404
- (1961) 피아트 1300
- (1962) 포드 코티나
- (1962) 알파 로메오 줄리아
- (1963) 란치아 풀비아
- (1964) 오스틴/모리스 1800
- (1964) 포드 머스탱
- (1965) 르노 16
- (1966) BMW 02 시리즈
- (1966) 쉐보레 카마로
- (1966) 힐만 헌터
- (1967) 피아트 125
- (1968) 푸조 504
- (1969) 르노 12

### 1970년대
- (1970) 오펠 아스코나 (A)
- (1970) 폭스바겐 K70
- (1974) 피아트 132
- (1972) 알파 로메오 알파타
- (1972) 아우디 80
- (1972) 란치아 베타
- (1972) 토요타 카리나
- (1973) 폭스바겐 파사트
- (1974) 볼보 200 시리즈
- (1975) BMW 3 시리즈 (E21)
- (1975) 레일랜드 프린세스
- (1975) 오펠 아스코나 (B) / 복스홀 캐벌리어
- (1976) 혼다 어코드
- (1978) 아우디 80
- (1978) 푸조 305
- (1978) 르노 18
- (1978) 사브 900

### 1980년대
- (1980) 모리스 이탈
- (1981) 폭스바겐 파사트 (B2)
- (1981) 피아트 아르헨타
- (1981) 오펠 아스코나 C
- (1982) BMW 3 시리즈 (E30)
- (1982) 시트로엥 BX
- (1982) 포드 시에라
- (1982) 메르세데스-벤츠 190E
- (1982) 닛산 스탠자
- (1984) 오스틴 몬테고
- (1984) 현대 스텔라
- (1985) 알파 로메오 75
- (1985) 피아트 크로마
- (1986) 르노 21
- (1987) 푸조 405
- (1988) 아우디 80 B3
- (1988) 오펠 벡트라/복스홀 캐벌리어
- (1988) 폭스바겐 파사트 B3
- (1989) 현대 쏘나타 2세대

### 1990년대
- (1990) BMW 3 시리즈 (E36)
- (1990) 닛산 프리메라
- (1991) 아우디 80 B4
- (1991) 볼보 850
- (1992) 알파 로메오 155
- (1992) 포드 몬데오
- (1993) 시트로엥 잔티아
- (1993) 르노 라구나
- (1993) 로버 600 시리즈
- (1993) 폭스바겐 파사트 (B4)
- (1994) 메르세데스-벤츠 C 클래스 (W202)
- (1994) 사브 900
- (1995) 오펠/복스홀 벡트라
- (1995) 푸조 406
- (1996) 아우디 A4 B5
- (1997) 알파 로메오 156
- (1997) 폭스바겐 파사트 (B5)
- (1997) 볼보 S70
- (1998) BMW 3 시리즈 (E46)
- (1998) 사브 9-3
- (1998) 토요타 어벤시스
- (1999) 기아 크레도스
- (1999) 란치아 리브라
- (1999) 렉서스 IS

### 2000년대
- (2000) 포드 몬데오
- (2000) 볼보 S60
- (2001) 아우디 A4 B6
- (2001) 시트로엥 C5
- (2001) 메르세데스-벤츠 C 클래스 (W203)
- (2001) 닛산 프리메라 (P12)
- (2001) 르노 라구나 II
- (2001) 스코다 슈퍼브
- (2002) 재규어 X-타입
- (2002) 오펠/복스홀 벡트라
- (2003) 어큐라 TSX
- (2003) 인피니티 G25/35
- (2003) 사브 9-3
- (2004) 어큐라 TL
- (2004) 푸조 407
- (2005) 알파 로메오 159
- (2005) BMW 3 시리즈 (E90)
- (2005) 피아트 크로마
- (2005) 르노삼성 SM5 II
- (2006) 아우디 A4 B7
- (2006) 캐딜락 BLS
- (2006) 렉서스 IS (XE20)
- (2006) 링컨 제퍼/MKZ
- (2006) 폭스바겐 파사트 (B6)
- (2007) 르노 라구나 III
- (2008) 어큐라 TSX
- (2008) 아우디 A5 8T/8F
- (2008) 시트로엥 C5
- (2008) 포드 몬데오
- (2008) 인피니티 G37
- (2008) 메르세데스-벤츠 C 클래스 (W204)
- (2008) 스코다 슈퍼브
- (2008) 폭스바겐 CC
- (2009) 아우디 A4 B8
- (2009) 어큐라 TL
- (2009) 렉서스 HS
- (2009) 오펠/복스홀 인시그니아/뷰익 리갈
- (2009) 르노삼성 SM5 III
- (2009) 세아트 엑세오

### 2010년대
- (2010) 푸조 508
- (2011) DS 5
- (2011) 현대 i40
- (2011) 폭스바겐 파사트 (B7)
- (2011) 볼보 S60
- (2012) BMW 3 시리즈 (F30)
- (2013) BMW 4 시리즈 (F32)
- (2013) 캐딜락 ATS
- (2014) DS 5LS
- (2014) 포드 몬데오/퓨전
- (2014) 인피니티 Q50
- (2014) 렉서스 IS (XE30)
- (2014) 링컨 MKZ
- (2015) 어큐라 TLX
- (2015) 메르세데스-벤츠 C 클래스 (W205)
- (2015) 르노 탈리스만
- (2015) 폭스바겐 파사트 (B8)
- (2016) 알파 로메오 줄리아 (952)
- (2016) 아우디 A4 B9
- (2016) 아우디 A5 8W6
- (2016) 재규어 XE
- (2016) 스코다 슈퍼브 III
- (2017) 오펠/복스홀 인시그니아/뷰익 리갈
- (2018) 제네시스 G70
- (2018) 기아 스팅어
- (2018) 폭스바겐 아테온
- (2019) BMW 3 시리즈 (G20)
- (2019) BMW 4 시리즈 (G22)
- (2019) 볼보 S60

### 2020년대
- (2020) 캐딜락 CT4
- (2021) DS 9
- (2022) 메르세데스-벤츠 C 클래스 (W206)
- (2022) 시트로엥 C5 X

## 같이 보기
- C-세그먼트
- E-세그먼트
- 유로 자동차 세그먼트
- 자동차 분류
- 중형차